# NBA All-Star Game 2013
Le NBA All-Star Game 2013 est la soixante-deuxième édition du NBA All-Star Game. Joué le 17 février 2013 au Toyota Center de Houston, Texas, il a lieu au cours de la saison 2012-2013. L'annonce que le All-Star Game aurait lieu à Houston a été faite par le commissaire David Stern le 8 février 2012. C'est la troisième fois que le All-Star Game se joue à Houston après 1989 à l'Astrodome et 2006 au Toyota Center.

## LesAll Stars Game
Les cinq titulaires de chaque sélection sont déterminés par les votes du public sur NBA.com. Les remplaçants le sont par les entraîneurs des trente franchises de la Ligue.

### Les entraîneurs
| |  |  |
| Gregg Popovich (à gauche) et Erik Spoelstra (à droite) ont été sélectionnés comme entraîneurs respectifs de l'Ouest et de l'Est. |  |  |

Les entraîneurs des deux équipes du All-Star Game sont ceux des équipes classées au premier rang de chaque conférence au 30 janvier 2013. Si un des entraineurs était déjà choisi lors du All-Star Game précédent, alors l'entraîneur est celui de la deuxième meilleure équipe de la conférence. Ainsi pour le All-Sar Game 2013, Tom Thibodeau, des Bulls de Chicago et Scott Brooks, du Thunder d'Oklahoma City sont inéligibles pour le match.
C'est Gregg Popovich, entraîneur des Spurs de San Antonio, qui dirige l'équipe de l'Ouest, dans laquelle il voit notamment évoluer ses joueurs Tony Parker et Tim Duncan. Côté conférence Est, le rôle est tenu par l'entraîneur du Heat de Miami, Erik Spoelstra, sa franchise ayant trois joueurs sélectionnés avec LeBron James, Dwyane Wade et Chris Bosh.

### Joueurs
| Pos.        | Joueur          | Équipe                 | Participation | Nombre de votes      |
| Titulaires  | Titulaires      | Titulaires             | Titulaires    | Titulaires           |
| ----------- | --------------- | ---------------------- | ------------- | -------------------- |
| SG          | Dwyane Wade     | Heat de Miami          | 9e            | 1 052 310            |
| SF          | LeBron James    | Heat de Miami          | 9e            | 1 583 646            |
| SF          | Carmelo Anthony | Knicks de New York     | 6e            | 1 460 950            |
| PF          | Chris Bosh      | Heat de Miami          | 8e            | Remplace Rajon Rondo |
| C           | Kevin Garnett   | Celtics de Boston      | 15e           | 553 222              |
| Remplaçants |                 |                        |               |                      |
|             | Brook Lopez (*) | Nets de Brooklyn       | 1re           |                      |
|             | Tyson Chandler  | Knicks de New York     | 1re           |                      |
|             | Luol Deng       | Bulls de Chicago       | 2e            |                      |
|             | Paul George     | Pacers de l'Indiana    | 1re           |                      |
|             | Jrue Holiday    | 76ers de Philadelphie  | 1re           |                      |
|             | Kyrie Irving    | Cavaliers de Cleveland | 1re           |                      |
|             | Joakim Noah     | Bulls de Chicago       | 1re           |                      |

L'entraîneur de la sélection Est est Erik Spoelstra.
(*) : Brook Lopez a pris la place de Chris Bosh dans les remplaçants puisque ce dernier remplace Rajon Rondo, blessé, dans le cinq majeur.
| Pos.        | Joueur            | Équipe                    | Participation | Nombre de votes |
| Titulaires  | Titulaires        | Titulaires                | Titulaires    | Titulaires      |
| ----------- | ----------------- | ------------------------- | ------------- | --------------- |
| PG          | Chris Paul        | Clippers de Los Angeles   | 6e            | 929 155         |
| SG          | Kobe Bryant       | Lakers de Los Angeles     | 15e           | 1 591 437       |
| SF          | Kevin Durant      | Thunder d'Oklahoma City   | 4e            | 1 504 047       |
| SF          | Blake Griffin     | Clippers de Los Angeles   | 3e            | 863 832         |
| C           | Dwight Howard     | Lakers de Los Angeles     | 7e            | 922 070         |
| Remplaçants |                   |                           |               |                 |
|             | LaMarcus Aldridge | Trail Blazers de Portland | 2e            |                 |
|             | Tim Duncan        | Spurs de San Antonio      | 14e           |                 |
|             | James Harden      | Rockets de Houston        | 1re           |                 |
|             | David Lee         | Warriors de Golden State  | 2e            |                 |
|             | Tony Parker       | Spurs de San Antonio      | 5e            |                 |
|             | Zach Randolph     | Grizzlies de Memphis      | 2e            |                 |
|             | Russell Westbrook | Thunder d'Oklahoma City   | 3e            |                 |

L'entraîneur de la sélection Ouest est Gregg Popovich.
NBA All-Star Game Most Valuable Player Award : Chris Paul.

## Le All-star week-end

### Rising Stars Challenge
| Poste                                      | Joueur                 | Équipe                    | R/S       |
| ------------------------------------------ | ---------------------- | ------------------------- | --------- |
| G                                          | Damian Lillard         | Trail Blazers de Portland | Rookie    |
| G                                          | Kyrie Irving           | Cavaliers de Cleveland    | Sophomore |
| C                                          | Andrew Nicholson (*)   | Magic d'Orlando           | Rookie    |
| G/F                                        | Klay Thompson          | Warriors de Golden State  | Sophomore |
| F                                          | Harrison Barnes        | Warriors de Golden State  | Rookie    |
| F                                          | Chandler Parsons       | Rockets de Houston        | Sophomore |
| G                                          | Dion Waiters           | Cavaliers de Cleveland    | Rookie    |
| F                                          | Michael Kidd-Gilchrist | Bobcats de Charlotte      | Rookie    |
| C                                          | Tyler Zeller           | Cavaliers de Cleveland    | Rookie    |
| G                                          | Kemba Walker           | Bobcats de Charlotte      | Sophomore |
| Entraîneur : David Fizdale (Heat de Miami) |                        |                           |           |
| Manager : Shaquille O'Neal                 |                        |                           |           |

| Poste                                                | Joueur           | Équipe                    | R/S       |
| ---------------------------------------------------- | ---------------- | ------------------------- | --------- |
| F/C                                                  | Anthony Davis    | Hornets de New-Orleans    | Rookie    |
| F                                                    | Kenneth Faried   | Nuggets de Denver         | Sophomore |
| F                                                    | Kawhi Leonard    | Spurs de San Antonio      | Sophomore |
| G                                                    | Bradley Beal     | Wizards de Washington     | Rookie    |
| F                                                    | Ricky Rubio      | Timberwolves du Minnesota | Sophomore |
| F/C                                                  | Tristan Thompson | Cavaliers de Cleveland    | Sophomore |
| C                                                    | Nikola Vučević   | Magic d'Orlando           | Sophomore |
| G                                                    | Brandon Knight   | Pistons de Détroit        | Sophomore |
| G                                                    | Isaiah Thomas    | Kings de Sacramento       | Sophomore |
| G                                                    | Alexey Shved     | Timberwolves du Minnesota | Rookie    |
| Entraîneur : Mike Budenholzer (Spurs de San Antonio) |                  |                           |           |
| Manager : Charles Barkley                            |                  |                           |           |

MVP: Kenneth Faried.
(*) : Andre Drummond des Pistons de Détroit, blessé, est remplacé par Andrew Nicholson du Magic d'Orlando.
Six sophomores étaient présents comme rookies en 2012 : Kyrie Irving, Klay Thompson, Kawhi Leonard, Ricky Rubio, Kemba Walker et Brandon Knight.
| 15 février 2013 21h00 HNE | rapport | Team Shaq 135, Team Chuck 163                 | Team Shaq 135, Team Chuck 163 | Team Shaq 135, Team Chuck 163                                                       |  | Toyota Center, Houston, Texas Affluence : 17 125 Arbitres : 66 - Haywoode Workman 60 - James Williams 58 - Josh Tiven | TNT |
| 15 février 2013 21h00 HNE | rapport | Score par mi-temps : 66–90, 69–73             |                               |                                                                                     |  | Toyota Center, Houston, Texas Affluence : 17 125 Arbitres : 66 - Haywoode Workman 60 - James Williams 58 - Josh Tiven | TNT |
| 15 février 2013 21h00 HNE | rapport | Kyrie Irving 32 Kyrie Irving 6 Kemba Walker 8 | Points Rebonds Passes d.      | Kenneth Faried 40 Kenneth Faried, Tristan Thompson 10 Ricky Rubio, Isaiah Thomas 10 |  | Toyota Center, Houston, Texas Affluence : 17 125 Arbitres : 66 - Haywoode Workman 60 - James Williams 58 - Josh Tiven | TNT |

### Concours de dunk
Le concours de dunk, nommé Sprite Slam Dunk Contest et dont le vainqueur est désigné à l'issue d'un vote des fans par SMS et par Twitter.
- Notes: 
  - Le Slam Dunk Contest 2013 passe de quatre à six joueurs, avec trois joueurs par conférence.
  - Le temps alloué pour le dunk est réduit de 2 minutes à 1 minute 30 secondes, mais le joueur n'ayant pas fini son dunk en 1 minute 30 aura un essai final.
  - Au premier tour, chaque compétiteur fera deux dunks notés sur une échelle de 6 à 10 par cinq juges. Pour la finale c'est le vote des fans qui décidera du vainqueur.

| Pos. | Joueur        | Équipe              | Taille | Premier tour | Premier tour | Premier tour | Finale |
| Pos. | Joueur        | Équipe              | Taille | 1er dunk     | 2e dunk      | Total        | Votes  |
| ---- | ------------- | ------------------- | ------ | ------------ | ------------ | ------------ | ------ |
| G/F  | Gerald Green  | Pacers de l'Indiana | 2,02 m | 50           | 32           | 82           |        |
| G    | Terrence Ross | Raptors de Toronto  | 1,98 m | 50           | 49           | 99           | 58 %   |
| G/F  | James White   | Knicks de New York  | 2,01 m | 45           | 32           | 77           |        |

| Pos. | Joueur         | Équipe                  | Taille | Premier tour | Premier tour | Premier tour | Finale |
| Pos. | Joueur         | Équipe                  | Taille | 1er dunk     | 2e dunk      | Total        | Votes  |
| ---- | -------------- | ----------------------- | ------ | ------------ | ------------ | ------------ | ------ |
| G    | Eric Bledsoe   | Clippers de Los Angeles | 1,85 m | 39           | 50           | 89           |        |
| F    | Jeremy Evans   | Jazz de l'Utah          | 2,06 m | 49           | 43           | 92           | 42 %   |
| F    | Kenneth Faried | Nuggets de Denver       | 2,03 m | 39           | 50           | 89           |        |

### Concours de tirs à trois points
Cette année le Foot Locker Three-point Shootout réunit toujours six joueurs mais trois par Conférence.
| Pos. | Joueur       | Équipe                 | taille | Premier tour | Finale |
| ---- | ------------ | ---------------------- | ------ | ------------ | ------ |
| G    | Kyrie Irving | Cavaliers de Cleveland | 1,91 m | 18           | 23     |
| F    | Steve Novak  | Knicks de New York     | 2,08 m | 17           |        |
| G/F  | Paul George  | Pacers de l'Indiana    | 2,03 m | 10           |        |

| Pos. | Joueur        | Équipe                   | taille | Premier tour | Finale |
| ---- | ------------- | ------------------------ | ------ | ------------ | ------ |
| F/C  | Matt Bonner   | Spurs de San Antonio     | 2,08 m | 19           | 20     |
| F    | Ryan Anderson | Hornets de New-Orleans   | 2,08 m | 18           |        |
| G    | Stephen Curry | Warriors de Golden State | 1,91 m | 17           |        |

## Pour approfondir